# 太子洩父
太子洩父（?—?），姬姓，东周第一代天子周平王的太子，在平王驾崩之前就已经去世了。所以前720年，平王驾崩时，泄父的儿子王孙林继位，是为周桓王。